# Titus (televisieserie)
Titus is een donkere sitcom, bedacht door Christopher Titus. De serie is gebaseerd op het leven van Christopher Titus zelf en gaat over een disfunctioneel gezin. Titus speelt een kinderachtige volwassene die de eigenaar van een garage is. De serie volgt ook zijn onintelligente broer, zijn Ierse vriendin Erin, zijn beste vriend Tommy en zijn arrogante en dronken vader Ken.
De serie had onderwerpen die niet vaak voorkwamen in sitcoms, waaronder de dood, pogingen tot zelfmoord, verkrachting, psychische aandoeningen en terrorisme.

## Rolverdeling
- Christopher Titus - Christopher Titus
- Cynthia Watros - Erin Fitzpatrick
- Stacy Keach - Ken Titus
- Zack Ward - Dave Scovil
- David Shatraw - Tommy Shafter
- Rachel Roth - Amy Fitzpatrick (Seizoen 3)
- Evan Ellingson - Christopher Titus (10 jaar)
- Dylan Capannelli - Christopher Titus (5 jaar)
- Sean Marquette - Tommy Shafter (10 jaar)
- Frances Fisher en Connie Stevens - Juanita Titus
- Elizabeth Berkley - Shannon